# Fraktion der Sozialistischen Bewegung für Integration
Die Fraktion der Sozialistischen Bewegung für Integration war eine Parlamentsfraktion der albanischen Parlaments. Sie wurde von der Sozialistischen Bewegung für Integration (LSI) getragen.
Die Fraktion der Sozialistische Bewegung für Integration vertrat in der 9. Legislatur des Parlaments nach den Wahlen 2017 14,27 % Prozent Wähleranteil. Ihr gehörten 19 Abgeordnete an, die aber den Parlamentsbetrieb mehrheitlich boykottierten. Nach den Wahlen 2021 erreichte die LSI mit nur vier Abgeordneten keine Fraktionsstärke.
Vorsitzender in der 9. Legislaturperiode war Petrit Vasili, seine Stellvertreter sind Monika Kryemadhi, Kejdi Mehmetaj und Përparim Spahiu. Sekretär ist Miranda Rira.